# Oberhausen (powiat Weilheim-Schongau)
Oberhausen – miejscowość i gmina w Niemczech, w kraju związkowym Bawaria, w rejencji Górna Bawaria, w regionie Oberland, w powiecie Weilheim-Schongau, wchodzi w skład wspólnoty administracyjnej Huglfing. Leży około 8 km na południe od Weilheim in Oberbayern, przy drodze B472 i linii kolejowej InterCity Monachium – Innsbruck.

## Demografia
| Rok  | Liczba mieszk. |
| ---- | -------------- |
| 1970 | 1 207          |
| 1987 | 1 503          |
| 2000 | 2 002          |
| 2005 | 2 131          |

### Struktura wiekowa
Dane o ludności z 31 grudnia 2008:
| Opis                                | Ogółem | Ogółem | Kobiety | Kobiety | Mężczyźni | Mężczyźni |
| ----------------------------------- | ------ | ------ | ------- | ------- | --------- | --------- |
| Jednostka                           | osób   | %      | osób    | %       | osób      | %         |
| Populacja                           | 2146   | 100    | 1123    | 52,33   | 1023      | 47,67     |
| Wiek przedprodukcyjny (0–17 lat)    | 419    | 19,52  | 228     | 10,62   | 191       | 8,9       |
| Wiek produkcyjny (18–65 lat)        | 1380   | 64,31  | 696     | 32,43   | 684       | 31,87     |
| Wiek poprodukcyjny (powyżej 65 lat) | 347    | 16,17  | 199     | 9,27    | 148       | 6,9       |

## Polityka
Wójtem gminy jest Georg Sterzer z FW, rada gminy składa się z 14 osób.
|      | CSU/PF | SPD/UW | FW | Razem |
| 2008 | 4      | 4      | 6  | 14    |
| 2002 | 4      | 4      | 6  | 14    |

## Oświata
W gminie znajduje się przedszkole (50 miejsc).